# Mikrokaseta

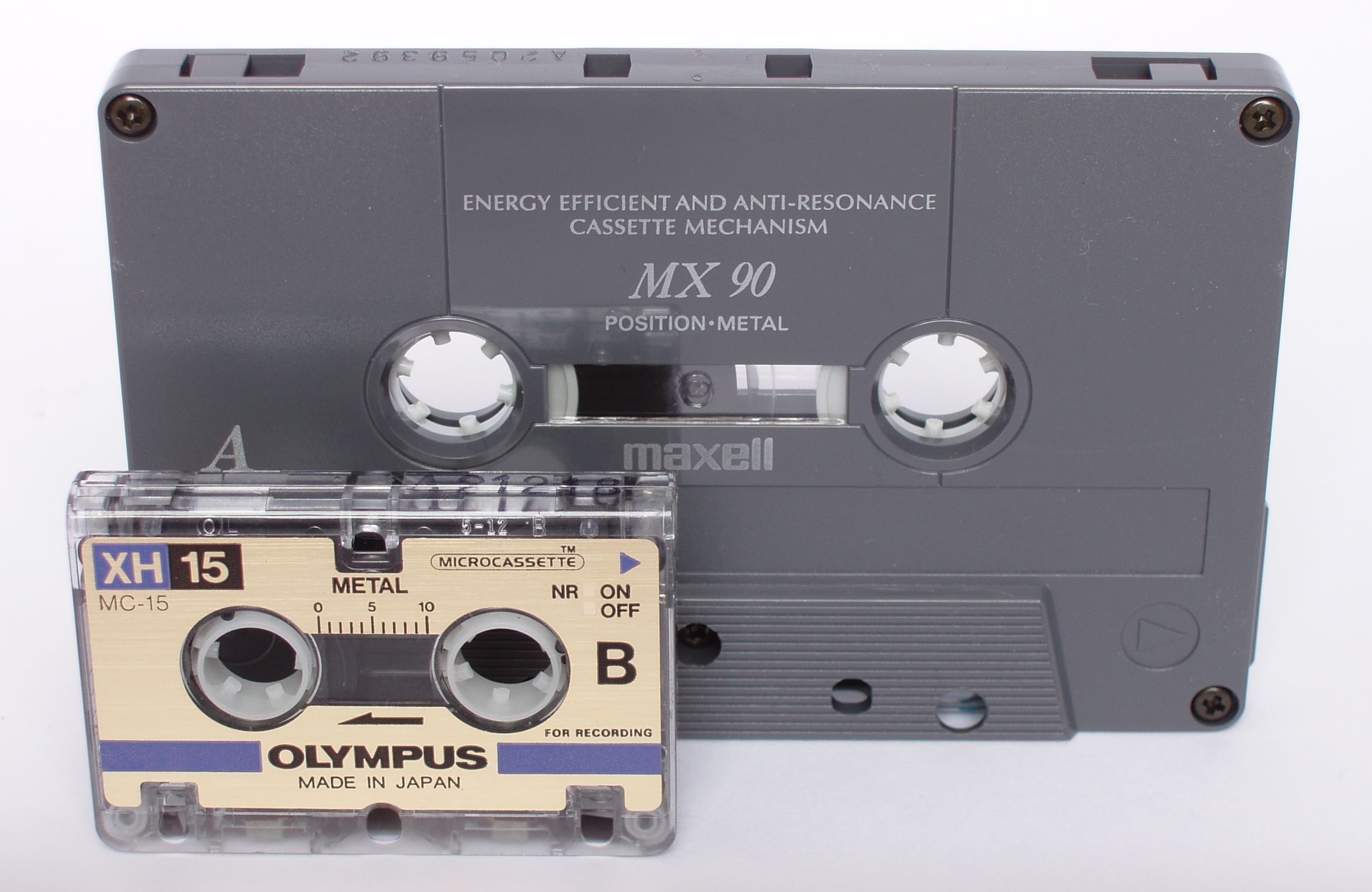
Mikrokaseta i kaseta magnetofonowa

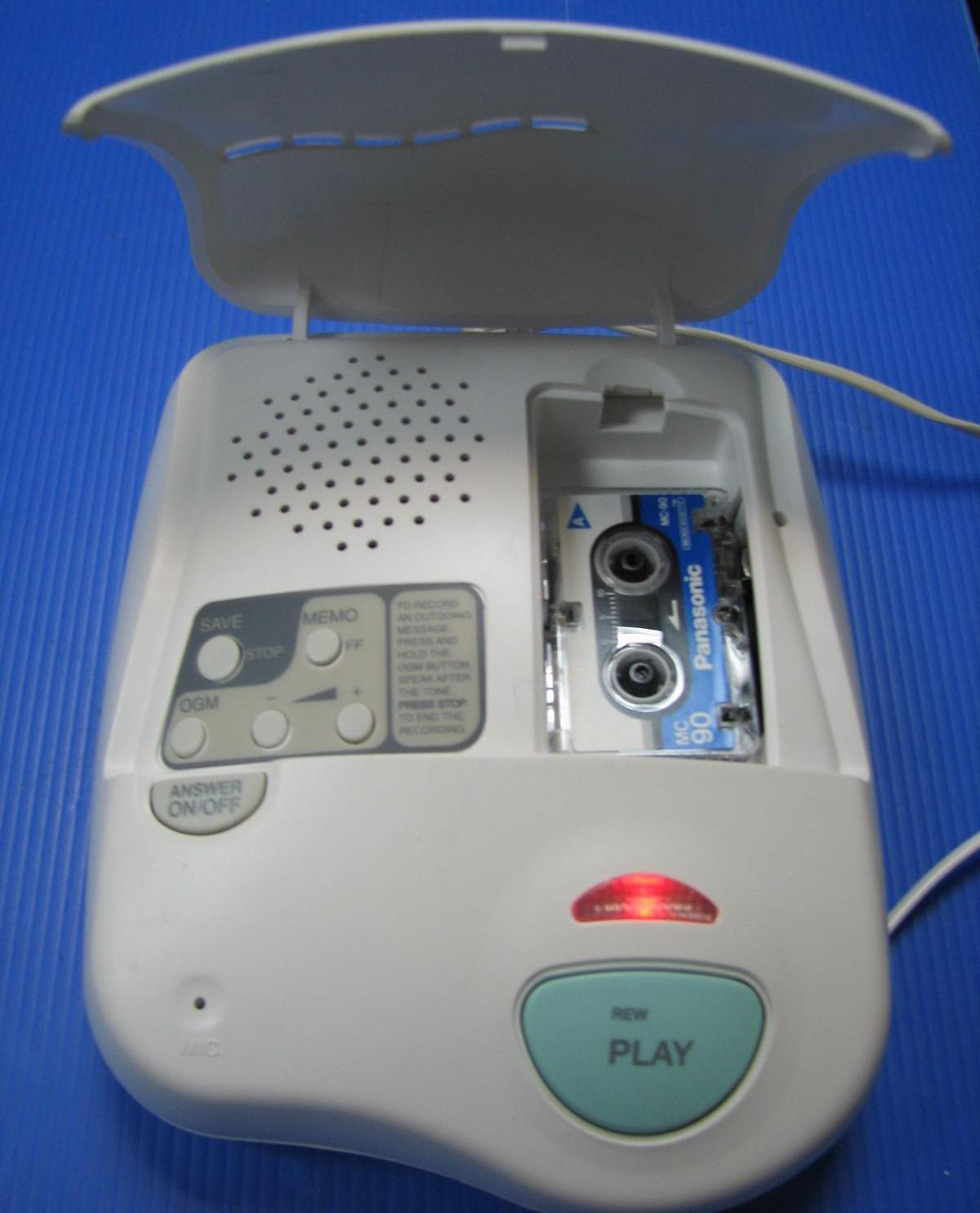
Automatyczna sekretarka z mikrokasetą

Mikrokaseta (ang. Microcassette) – miniaturowa kaseta z taśmą magnetyczną stosowana w dyktafonach i automatycznych sekretarkach do zapisu dźwięku. Standard ten został opracowany przez firmę Olympus w 1969 roku.
System mikrokaset był bardzo popularny w urządzeniach przeznaczonych do rejestracji mowy, które produkowały firmy Olympus i Sony. Własny standard kaset magnetofonowych tej samej wielkości został opracowany wcześniej przez firmę Philips w 1967 r., o nazwie handlowej „Mini Cassette”. Na początku lat 80. XX w. firma Epson wykorzystała mikrokasety także jako nośnik do przechowywania danych cyfrowych w komputerach przenośnych 8-bitowych (np. Epson HX-20, Epson PX-8 Geneva).
Budowa mikrokasety podobna jest do kasety kompaktowej (Compact Cassette). Wymiary obudowy i mechanizmy znacznie zmniejszono. Zastosowano taśmę magnetyczną o tej samej szerokości jednak cieńszą oraz zmniejszono prędkość przesuwu taśmy, co pozwoliło na porównywalny czas zapisu do kaset typu Compact.
Produkowano mikrokasety o oznaczeniach: MC60 30 minut zapisu ze standardową prędkością 2,4 cm/s oraz MC90 45 minut z prędkością 1,2 cm/s. Producentami kaset głównie były firmy Maxell, TDK oraz Sony.
Wymiary kasety wynoszą: długość – 50 mm, szerokość – 33 mm i grubość – 8 mm.